# كأس السوبر الأندوري 2007
بطولة كأس السوبر الأندوري 2007 هي النسخة الخامسة من بطولة كأس السوبر الأندوري ، لعب يوم 16 سبتمبر 2007 في أيكسوفال ، بين فريق رانجرز الفائز بالدوري وفريق سانتا كولوما الفائز بكأس أندورا. وقد انتهت المباراة بفوز سانتا كولوما بالمباراة بنتيجة 1–0 ليحصد لقبه الثالث في تاريخ البطولة.

## التفاصيل
| رانجرز | 0–1 | سانتا كولوما       |
| ------ | --- | ------------------ |
|        |     | مايكون 67' (ركلة.) |